# William Hirons
William Hirons (ur. 15 czerwca 1871 w Bloxham, zm. 5 stycznia 1958 w Nottingham) – brytyjski przeciągacz liny, mistrz olimpijski.
Hirons startował na Letnich Igrzyskach Olimpijskich 1908 w Londynie. Podczas tych igrzysk sportowiec wraz z drużyną London Police Team zdobył złoto w przeciąganiu liny (był najstarszym zawodnikiem w drużynie). Z kolegami wygrał spotkanie półfinałowe z brytyjską drużyną K Division Metropolitan Police Team stosunkiem punktów 2–0. W finale Hirons i jego drużyna pokonali swoich rówieśników z Liverpoolu (Liverpool Police Team) również 2–0. Była to jedyna konkurencja olimpijska, w której startował.
Hirons był funkcjonariuszem City of London Police. Po zakończeniu służby w policji mieszkał w Oxfordshire i sędziował pojedynki w przeciąganiu liny.